# Hammanah bint Yahsh
Hammanah bint Yahsh (en árabe: حمنة بنت جحش) era la hermana de Abd Allah ibn Yahsh, Záynab bint Yahsh y Ubayd-Allah ibn Yahsh. Era sobrina de Hamza ibn Abdul-Muttalib. Ella estaba casada con Mus'ab ibn Umair que falleció en la batalla de Uhud. Más tarde se casó con un prominente musulmán, el general Talha ibn Ubayd-Allah.
Participó en la batalla de Uhud, suministrando agua a los necesitados, y tratando a los heridos y lesionados.
Su esposo, también fue martirizado en esta batalla. Se ha narrado que cuando Mahoma regresó de la batalla de Uhud, las mujeres comenzaron a pedir información sobre el destino de sus maridos. Cuando Hammanah se acercó a él, Mahoma le dijo:
"Oh Hammanah busca recompensa en tu hermano Abdallah".
Ella respondió:
"A Alá pertenecemos y a él volveremos. La misericordia sea con él y que Alá le perdone".
Entonces Mahoma dijo:
"Busca recompensa en tu tío Hamza ibn Abd al-Muttálib".
Una vez más, se mantuvo en calma y dio la misma respuesta. Entonces él le dijo:
"¡Oh Hammanah busca recompensa en tu marido!".
Entonces, esta se vino abajo y comenzó a llorar. Mahoma comentó:
"El vínculo de la mujer con un hombre es mayor que el de un hombre con una mujer".
Más tarde, Hammanah se casó con Talha ibn Ubayd-Allah que fue uno de los Asharah Mubasharah (las diez personas a las que se les prometió el Paraíso según un hadiz).

## Descendencia
- Muhámmad ibn Talha.
- Imran ibn Talha.

- Datos: Q4120121